# Mil V-5
Mil V-5 là một đề án trực thăng vận tải trang bị động cơ turboshaft, được thiết kế từ cuối thập niên 1950, có thể đây là một biến thể của Mil Mi-2. V-5 sử dụng động cơ turboshaft 300 kW GTD-350.